# Kelly Williamson
Kelly Williamson (* 5. Dezember 1977 als Kelly Handel) ist eine ehemalige US-amerikanische Triathletin. Sie ist Ironman 70.3-Vize-Weltmeisterin (2012) und Ironman-Siegerin (2014).

## Werdegang
Kelly Handel startete 2000 bei ihrem ersten Triathlon.

### Triathlon-Profi seit 2002
Seit 2002 ist sie als Profi-Triathletin für das US-amerikanische Team aktiv.

Bei der Weltmeisterschaft auf der Langdistanz belegte sie 2010 auf Hawaii den 15. Rang und konnte sich 2011 als viertschnellste Schwimmerin auf den 13. Rang verbessern.

### Ironman 70.3 Vize-Weltmeisterin 2012
Im September 2012 wurde sie Zweite auf der Mitteldistanz bei den Ironman 70.3 World Championships in Las Vegas (1,9 km Schwimmen, 90 km Radfahren und 21,1 km Laufen).
Im Mai 2014 gewann sie den Ironman Texas mit neuer persönlicher Bestzeit auf der Langdistanz (3,86 km Schwimmen, 180,2 km Radfahren und 42,195 km Laufen).
Bei der Weltmeisterschaft auf der Triathlon-Langdistanz wurde sie im September 2016 Sechste (4 km Schwimmen, 120 km Radfahren und 30 km Laufen).
Im September 2017 wurde die damals 39-Jährige Vierte beim Ironman Chattanooga. 
Seit 2017 tritt Kelly Williamson nicht mehr international in Erscheinung.

## Sportliche Erfolge
| Datum/Jahr    | Rang | Wettbewerb                       | Austragungsort       | Zeit     | Bemerkung                                               |
| ------------- | ---- | -------------------------------- | -------------------- | -------- | ------------------------------------------------------- |
| 19. März 2017 | 8    | Ironman 70.3 Puerto Rico         | San Juan             | 04:34:43 |                                                         |
| 28. Juni 2015 | 3    | Ironman 70.3 Buffalo Springs     | Lubbock              | 04:23:57 | [ 1 ]                                                   |
| 21. Feb. 2015 | 2    | Challenge Philippines            | Morong               | 04:52:14 |                                                         |
| 31. Aug. 2014 | 17   | Hy-Vee Triathlon 5150            | Des Moines           | 02:03:54 | U.S. Championships                                      |
| 8. Sep. 2013  | 9    | Ironman 70.3 World Championships | Las Vegas            | 04:32:30 |                                                         |
| 17. März 2013 | 4    | Ironman 70.3 San Juan            | San Juan             | 04:21:52 |                                                         |
| 3. Feb. 2013  | 3    | Ironman 70.3 Panama              | Panama City          | 04:29:08 |                                                         |
| 9. Sep. 2012  | 2    | Ironman 70.3 World Championships | Las Vegas            | 04:29:24 | Ironman 70.3 Vize-Weltmeisterin                         |
| Juli 2012     | 1    | Ironman 70.3 Muncie              | Muncie               | 02:10:53 |                                                         |
| 1. Apr. 2012  | 1    | Ironman 70.3 Texas               | Galveston Island     | 04:13:27 |                                                         |
| 18. März 2012 | 1    | Ironman 70.3 San Juan            | San Juan             | 04:14:06 | erfolgreiche Titelverteidigung mit neuem Streckenrekord |
| 12. Feb. 2012 | 2    | Ironman 70.3 Panama              | Panama City          | 04:19:11 |                                                         |
| 7. Aug. 2011  | 2    | Ironman 70.3 Boulder             | Boulder              | 04:12:42 |                                                         |
| 9. Juli 2011  | 2    | Ironman 70.3 Muncie              | Muncie               | 04:12:19 | Zweite bei der Erstaustragung                           |
| 26. Juni 2011 | 1    | Ironman 70.3 Buffalo Springs     | Lubbock              | 04:26:09 | [ 3 ]                                                   |
| 10. Apr. 2011 | 5    | Ironman 70.3 Texas               | Galveston Island     | 04:14:53 |                                                         |
| 19. März 2011 | 1    | Ironman 70.3 San Juan            | San Juan             | 04:15:38 | [ 4 ]                                                   |
| 19. Sep. 2010 | 1    | Ironman 70.3 Branson             | Branson              | 04:25    |                                                         |
| 31. Juli 2010 | 1    | Steelhead Ironman 70.3           | Benton Harbor        | 04:15    | Siegerin in Michigan                                    |
| 25. Apr. 2010 | 3    | Ironman 70.3 Texas               | Galveston Island     |          | [ 6 ]                                                   |
| 27. März 2010 | 6    | Ironman 70.3 California          | Oceanside            | 04:30:35 |                                                         |
| 14. Nov. 2009 | 12   | Ironman 70.3 World Championships | Clearwater           | 04:19    | [ 7 ]                                                   |
| 25. Okt. 2009 | 4    | Ironman 70.3 Austin              | Austin               | 04:21:45 | [ 8 ]                                                   |
| 27. Sep. 2009 | 2    | Ironman 70.3 Augusta             | Augusta              | 04:18    | [ 9 ]                                                   |
| 1. Aug. 2009  | 4    | Steelhead Ironman 70.3           | Benton Harbor        | 04:26    |                                                         |
| 14. Juni 2009 | 5    | Eagleman Ironman 70.3            | Cambridge (Maryland) | 04:28    |                                                         |
| 26. Juni 2009 | 2    | Ironman 70.3 Buffalo Springs     | Lubbock              | 04:35    | [ 10 ]                                                  |
| 5. Okt. 2008  | 4    | Ironman 70.3 Austin              | Austin               | 04:28    |                                                         |
| 29. Juni 2008 | 4    | Ironman 70.3 Buffalo Springs     | Lubbock              | 04:37    |                                                         |
| 8. Juni 2008  | 3    | Eagleman Ironman 70.3            | Cambridge (Maryland) | 04:22:32 |                                                         |
| 10. Nov. 2007 | 16   | Ironman 70.3 World Championships | Clearwater           | 04:26    | Ironman 70.3 Weltmeisterschaft                          |
| 2007          | 6    | Ironman 70.3 Buffalo Springs     | Lubbock              | 04:37    | 1,9 km Schwimmen, 90 km Radfahren und 21,1 km Laufen    |

| Datum/Jahr    | Rang | Wettbewerb                                      | Austragungsort | Zeit     | Bemerkung |
| ------------- | ---- | ----------------------------------------------- | -------------- | -------- | --- |
| 19. Nov. 2017 | 7    | Ironman Arizona                                 | Tempe          | 09:32:09 | |
| 24. Sep. 2017 | 4    | Ironman Chattanooga                             | Chattanooga    | 09:33:41 | |
| 11. Juni 2017 | 4    | Ironman Boulder                                 | Boulder        | 09:44:08 | |
| 24. Sep. 2016 | 6    | ITU Long Distance Triathlon World Championships | Oklahoma       | 07:05:06 | Weltmeisterschaft auf der Triathlon-Langdistanz (4 km Schwimmen, 120 km Radfahren und 30 km Laufen)                       |
| 14. Mai 2016  | 4    | Ironman Texas                                   | The Woodlands  | 08:22:06 | Austragung des Rennens auf verkürztem Radkurs (94 statt 112 Meilen)                                                       |
| 30. Nov. 2014 | 3    | Ironman Mexico                                  | Cozumel        | 09:24:41 | |
| 29. Juni 2014 | 2    | Ironman Coeur d’Alene                           | Idaho          | 09:50:07 | |
| 17. Mai 2014  | 1    | Ironman Texas                                   | The Woodlands  | 08:54:42 | erster Ironman-Sieg – mit neuer persönlicher Bestzeit auf der Ironman-Distanz                                             |
| 13. Okt. 2012 | 15   | Ironman Hawaii                                  | Hawaii         | 09:46:51 | |
| 20. Nov. 2011 | 6    | Ironman Arizona                                 | Tempe          | 09:12:18 | zweitschnellste Schwimmerin: 51:45 Minuten                                                                                |
| 8. Okt. 2011  | 13   | Ironman Hawaii                                  | Hawaii         | 09:29:08 | viertschnellste Schwimmerin (55:49 Minuten) bei der Weltmeisterschaft                                                     |
| 21. Mai 2011  | 2    | Ironman Texas                                   | The Woodlands  | 09:07:54 | |
| 9. Okt. 2010  | 15   | Ironman Hawaii                                  | Hawaii         | 09:36:11 | Weltmeisterschaft |
| 27. Juni 2010 | 3    | Ironman Coeur d’Alene                           | Idaho          | 09:39:23 | Dritte auf der Langdistanz (3,86 km Schwimmen, 180,2 km Radfahren und 42,195 km Laufen) hinter der Siegerin Linsey Corbin |

(DNF – Did Not Finish)
Kelly Williamson lebt mit ihrem Mann in Austin (Texas).